# Luzula formosana
Luzula formosana là một loài thực vật có hoa trong họ Juncaceae. Loài này được Ohwi mô tả khoa học đầu tiên năm 1932.